# Place Neuve (Genève)
Pour les articles homonymes, voir Rue Neuve.
La Place Neuve est l'une des principales places de la Ville de Genève (Suisse). Depuis 1988, celle-ci porte officiellement le nom de Place de Neuve,, dérivant de son appellation d'origine : "Place de la Porte Neuve".

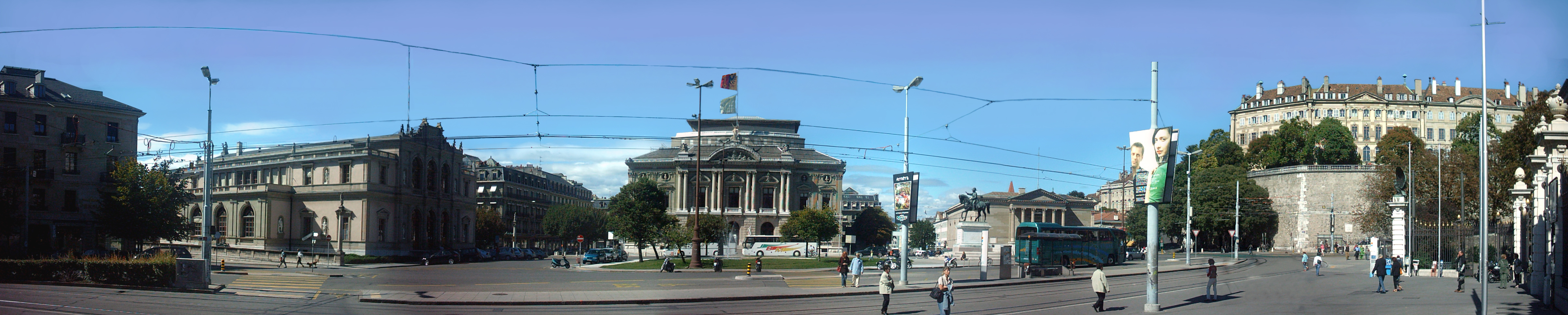
Panorama de la place Neuve avec le Conservatoire de musique, le Grand Théâtre, le musée Rath et le portail du parc des Bastions dominés par les maisons de la rue des Granges

## Porte Neuve

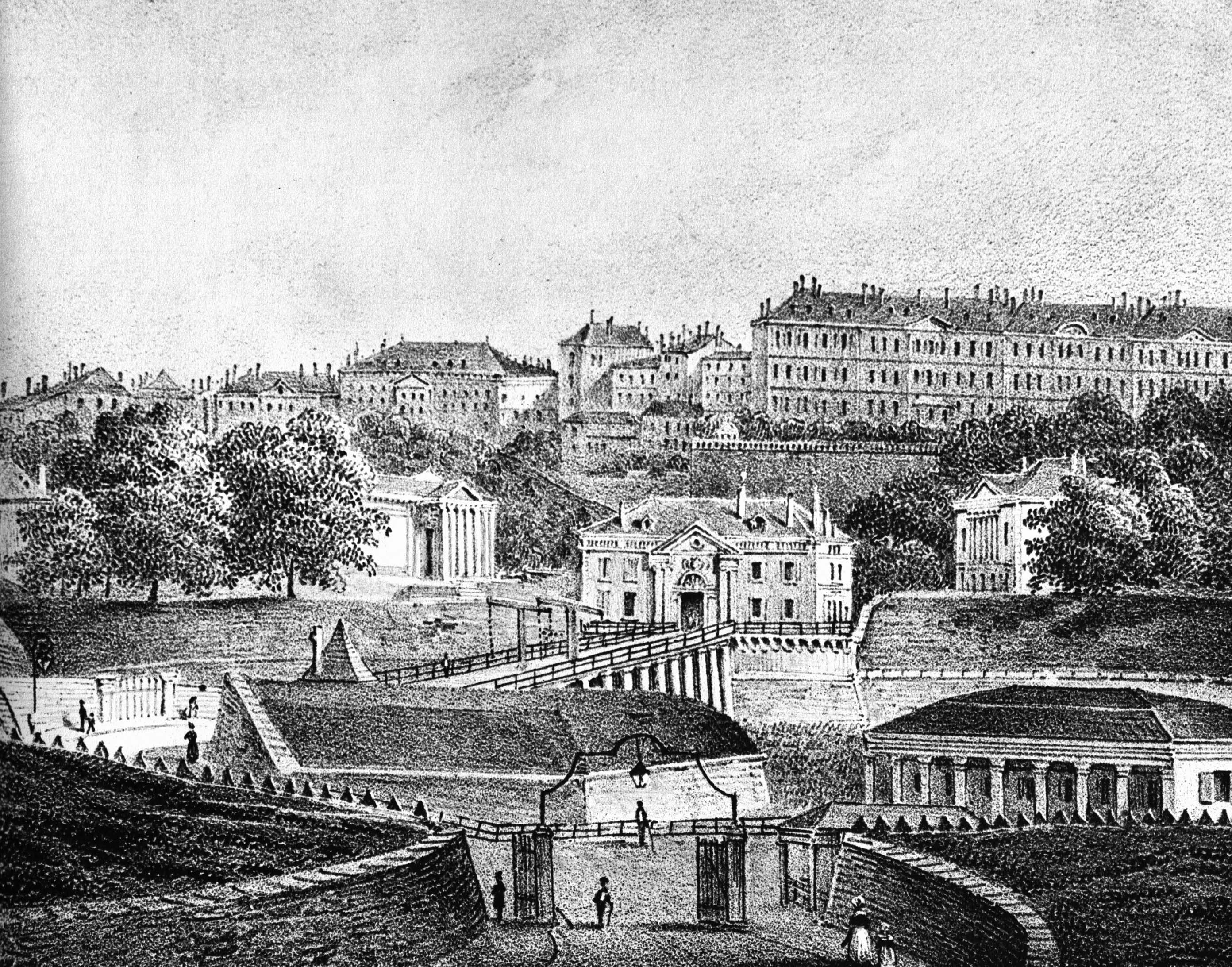
La porte Neuve vers 1825 (au centre), à sa gauche le Musée Rath, à sa droite le Théâtre de Neuve

La place actuelle est aménagée au-delà des anciens remparts de la vieille-ville à l'emplacement de l'une des portes de la cité médiévale : la porte de Neuve, ou porte Neuve. Cette porte a été érigée en 1564, afin de mieux protéger la ville. On a alors supprimé les portes de la Corraterie, de Saint-Léger et de Saint-Antoine, qui ont été remplacées par cette porte Neuve. Elle est entrée dans l'histoire de Genève dans la nuit de l'Escalade en 1602 avec les mésaventures du pétardier Picot. En 1740, la porte est déplacée en direction du Rhône, le nouveau bâtiment est monumental et précédé d'un pont-levis. Ce bâtiment a abrité durant un temps les bureaux du général Guillaume-Henri Dufour. Il est définitivement démoli en 1853,, (à son emplacement se trouve aujourd'hui la statue du général Dufour) permettant la création d'une nouvelle place que les Genevois ont spontanément appelé Place Neuve; l'administration a respecté jusqu'en 1988 cette appellation qui perdure dans le langage populaire.

## Place

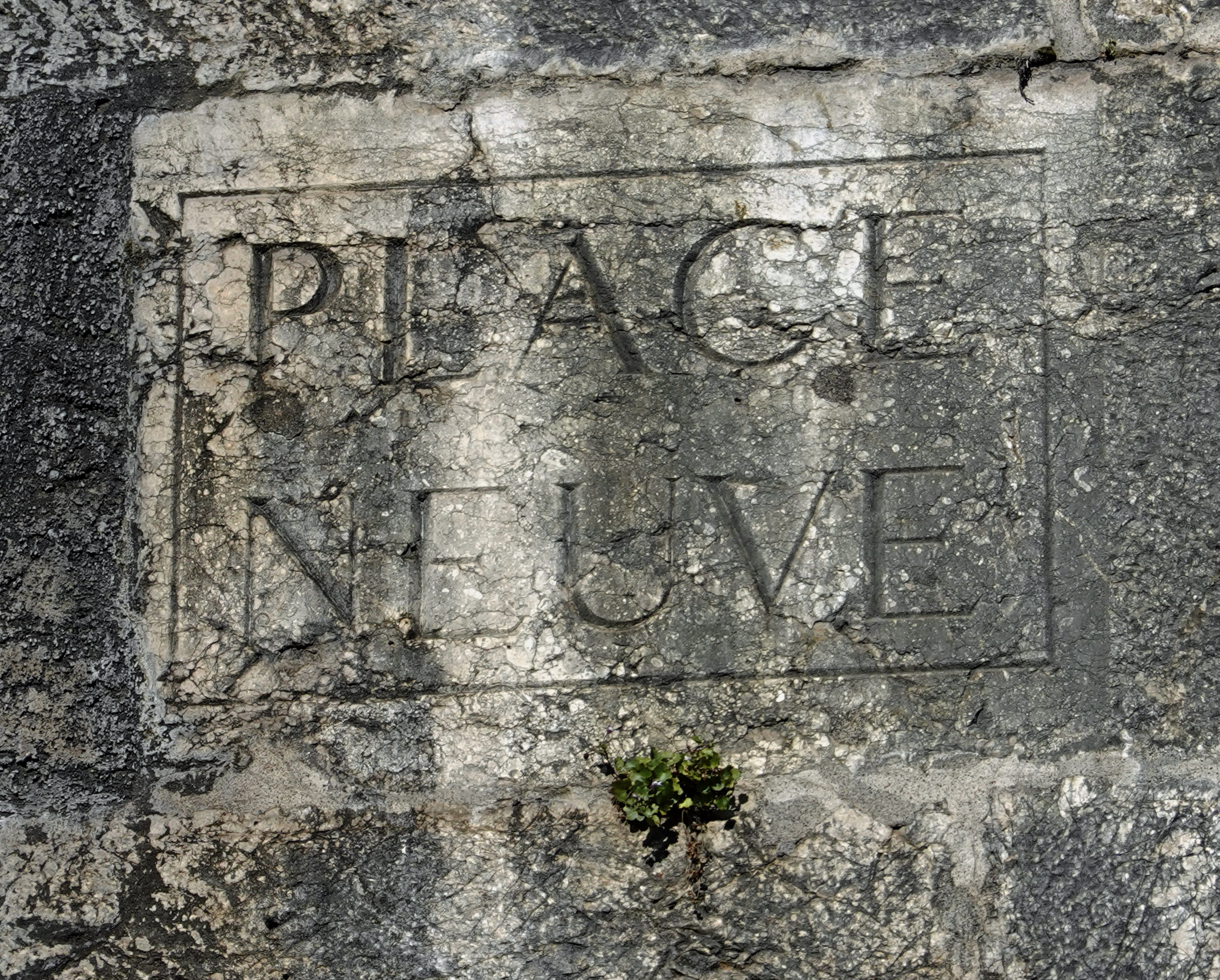
Ancienne inscription sous la terrasse de Sellon

Cette place est devenue un haut lieu de la culture genevoise puisqu'elle est bordée par le Conservatoire de musique, installé dans le palais de la place Neuve en 1858, le Grand Théâtre — inauguré le 2 octobre 1879 en remplacement du Théâtre de Neuve (1 100 places) ouvert le 18 décembre 1783 en bas de l'actuelle rue de la Croix-Rouge — et le Musée Rath édifié en 1824.

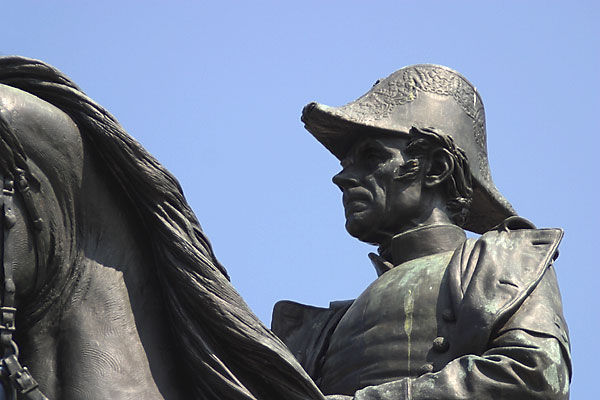
Détail de la statue du général Dufour

Une statue équestre érigée au centre de la place en 1884 représente le général Dufour, héros national et premier réalisateur des cartes géographiques de la Suisse.
Bordant la place, en contrebas des anciens remparts, le parc des Bastions fut le premier jardin botanique de la ville et reste un havre de paix, notamment pour les étudiants de l'Université toute proche. La place servira de terminus au premier tramway genevois mis en place vers le Rondeau de Carouge le 19 juin 1862. De nos jours, plusieurs lignes de transports publics transitent par cette place.
En 1997, un projet de réaménagement de la place comprenant la construction d'un parking souterrain, a été refusé en votation populaire,.
En 2019 l'association Escouade fait poser des plaques de rue temporaires à Genève en hommage aux femmes célèbres genevoises. La Place de Neuve est ainsi renommée temporairement Place Carole Roussopoulos dans le cadre de l'initiative 100Elles,.

## Galerie

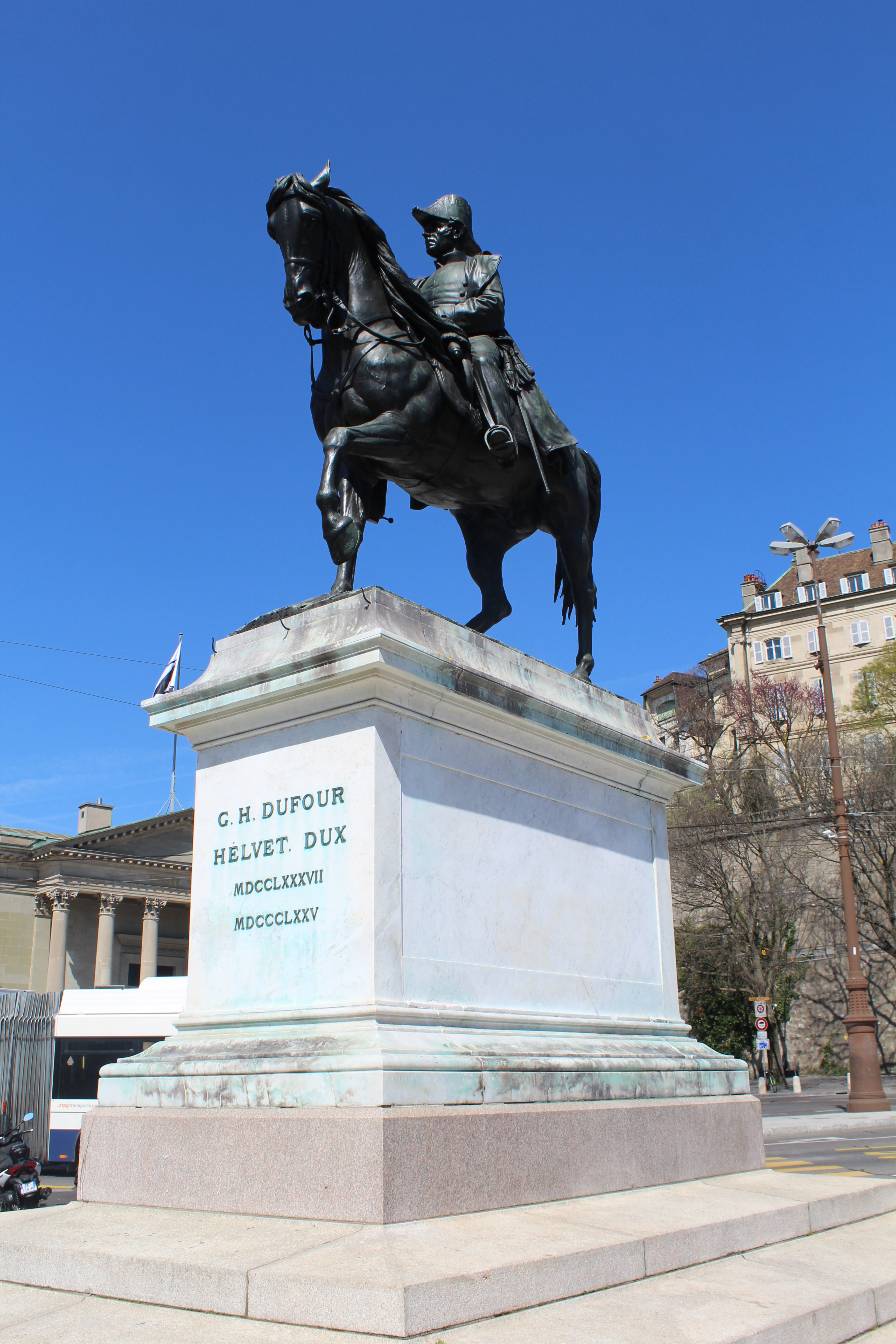
La statue du général Dufour.
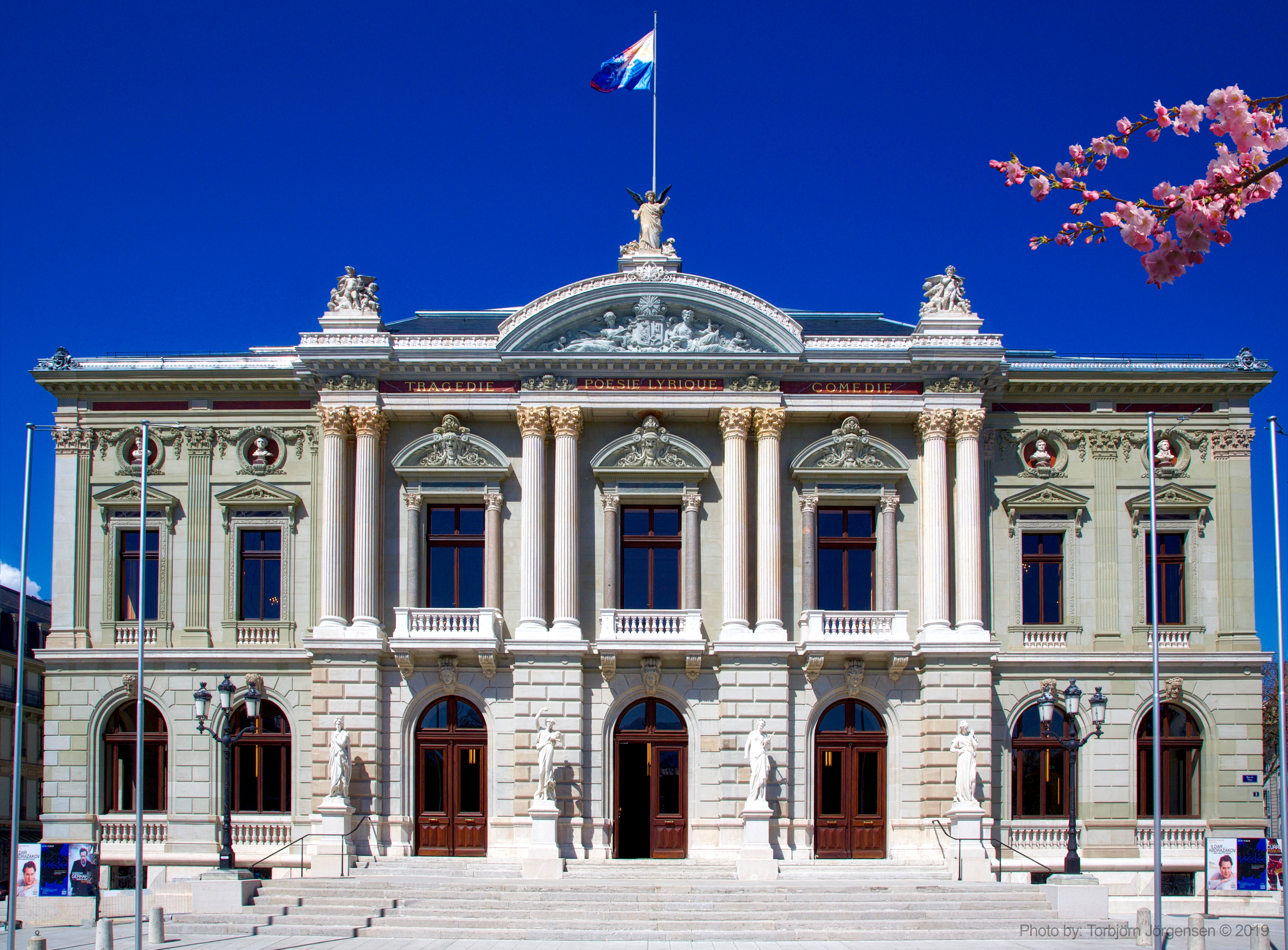
Le Grand théâtre.
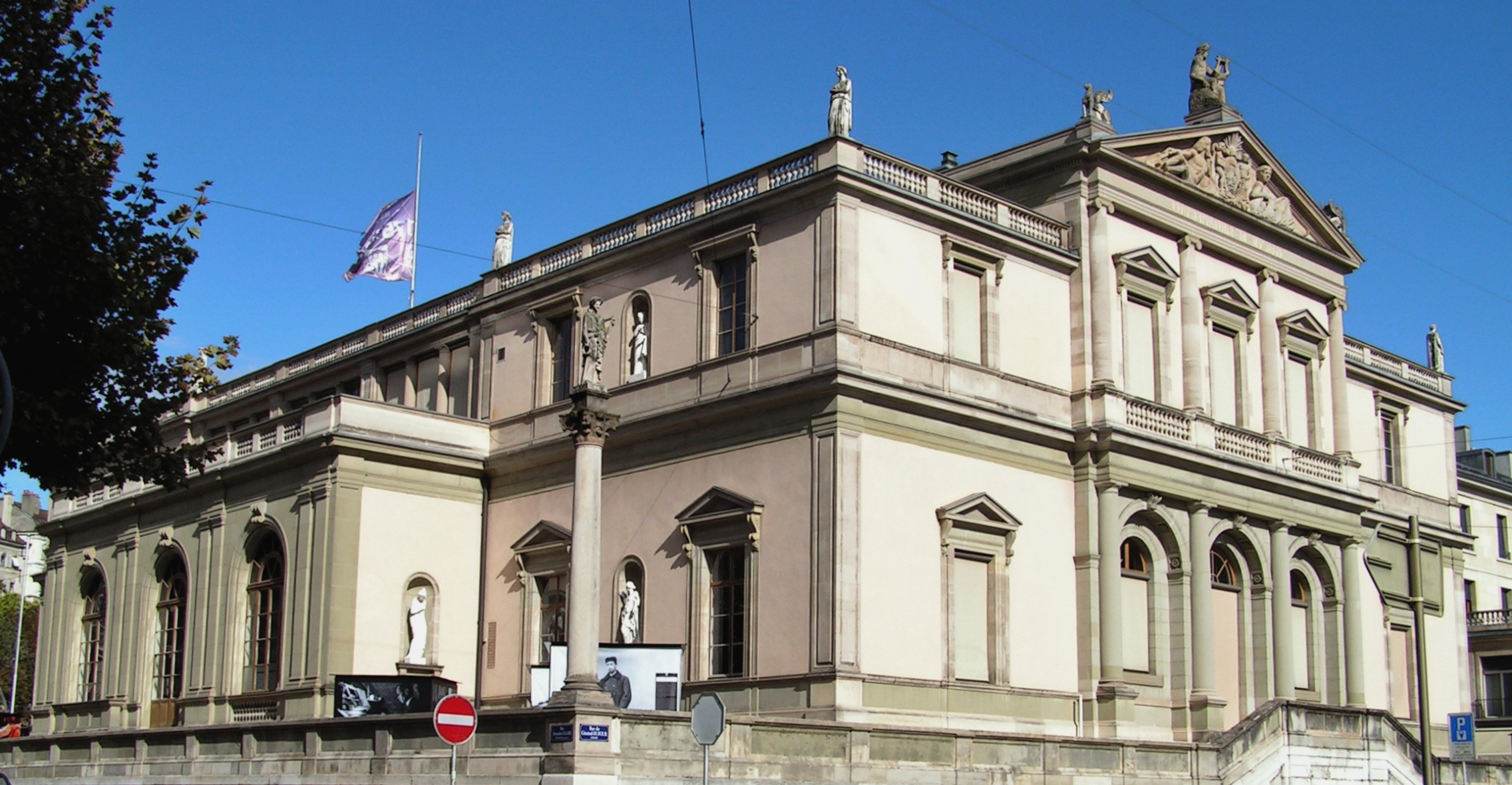
Le Conservatoire de musique.
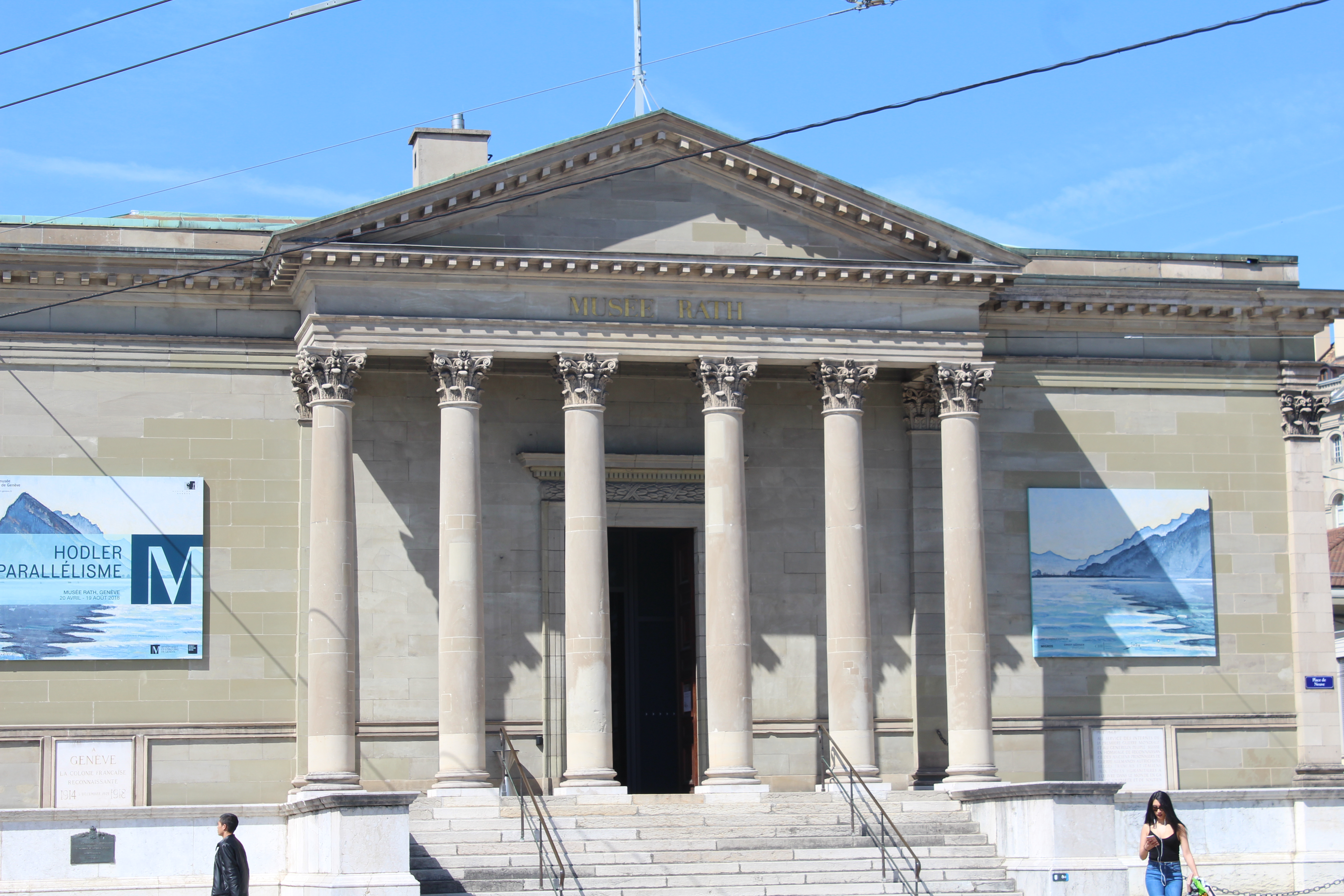
Le Musée Rath.
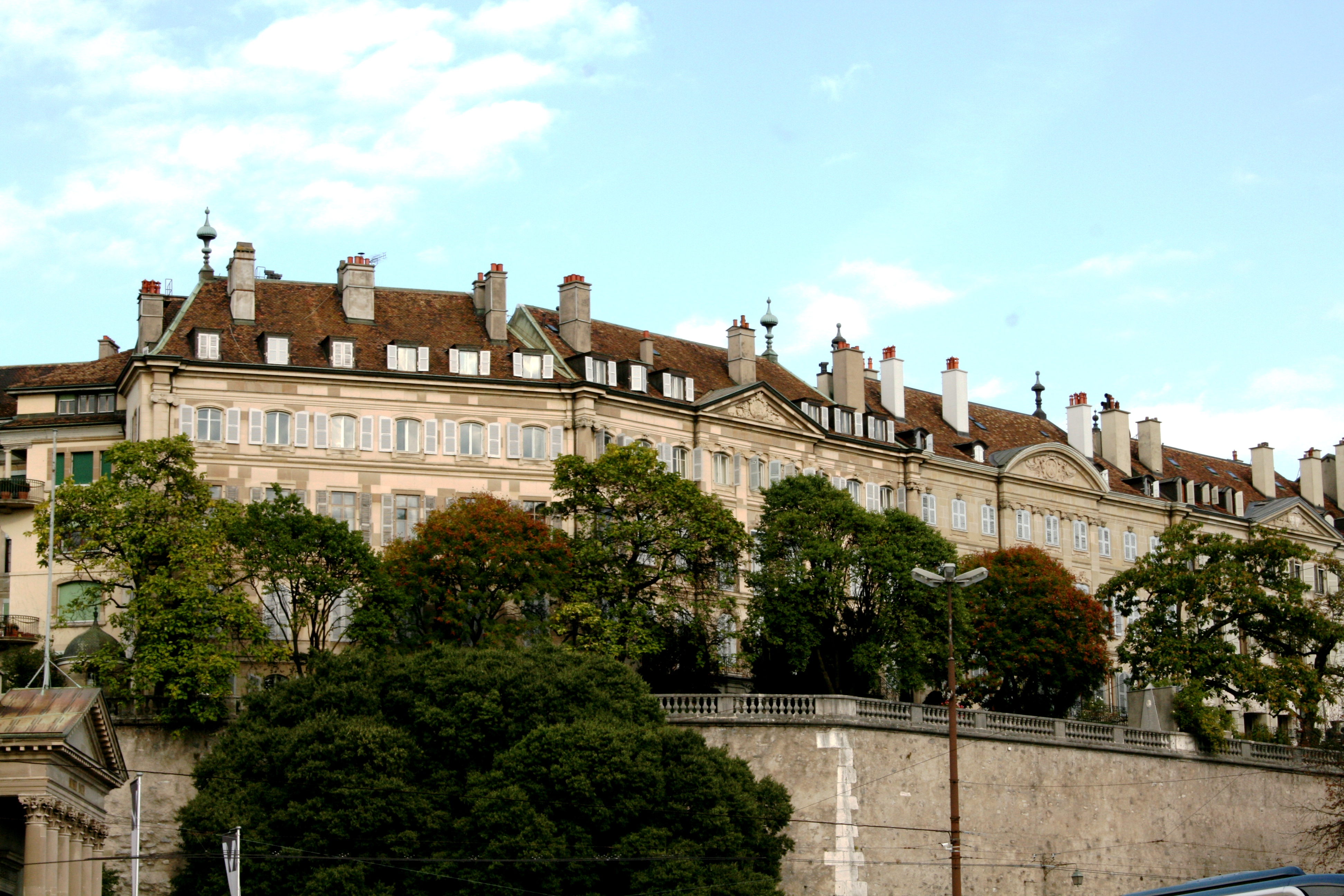
Rue des Granges
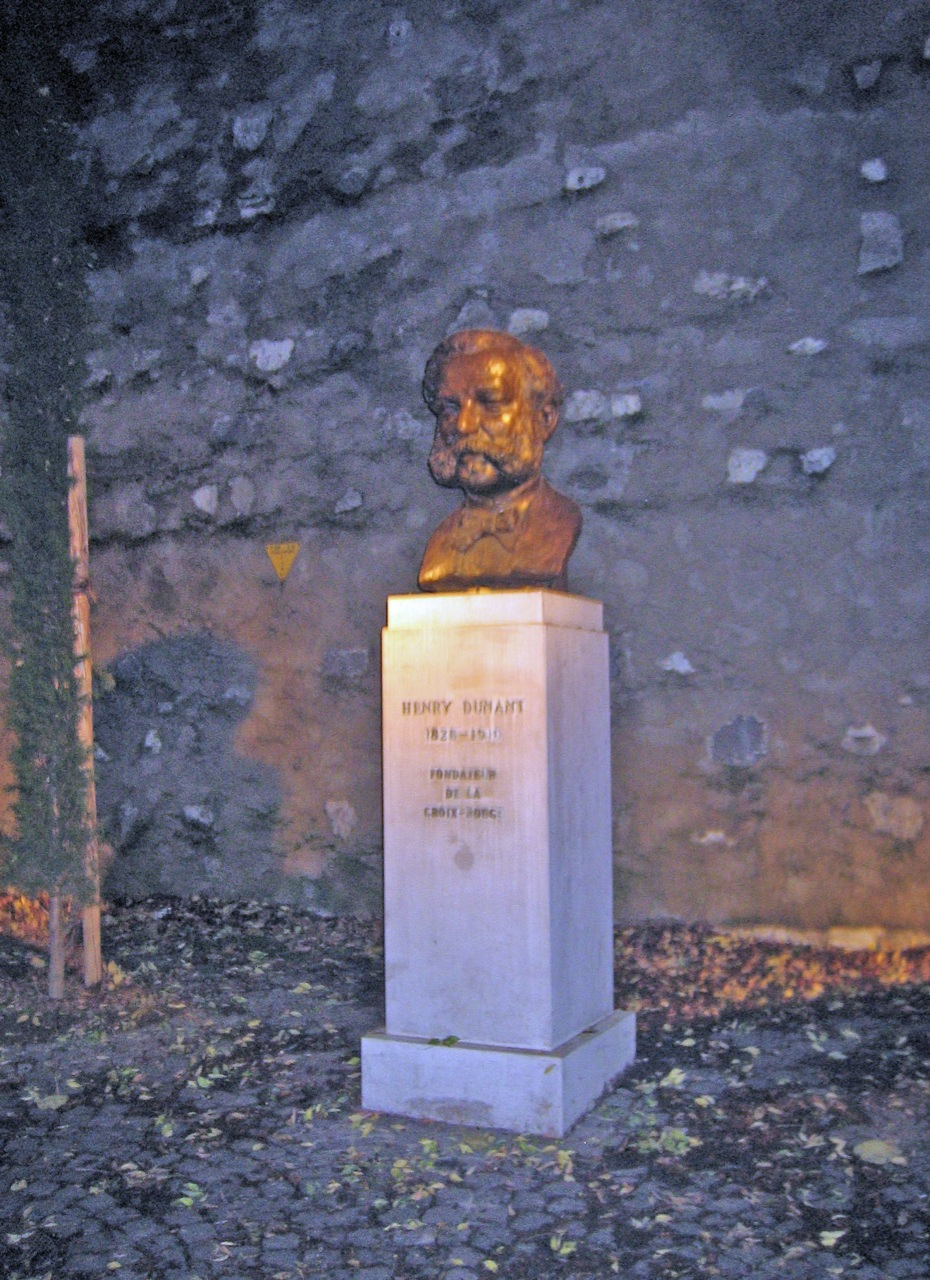
Buste d’Henry Dunant
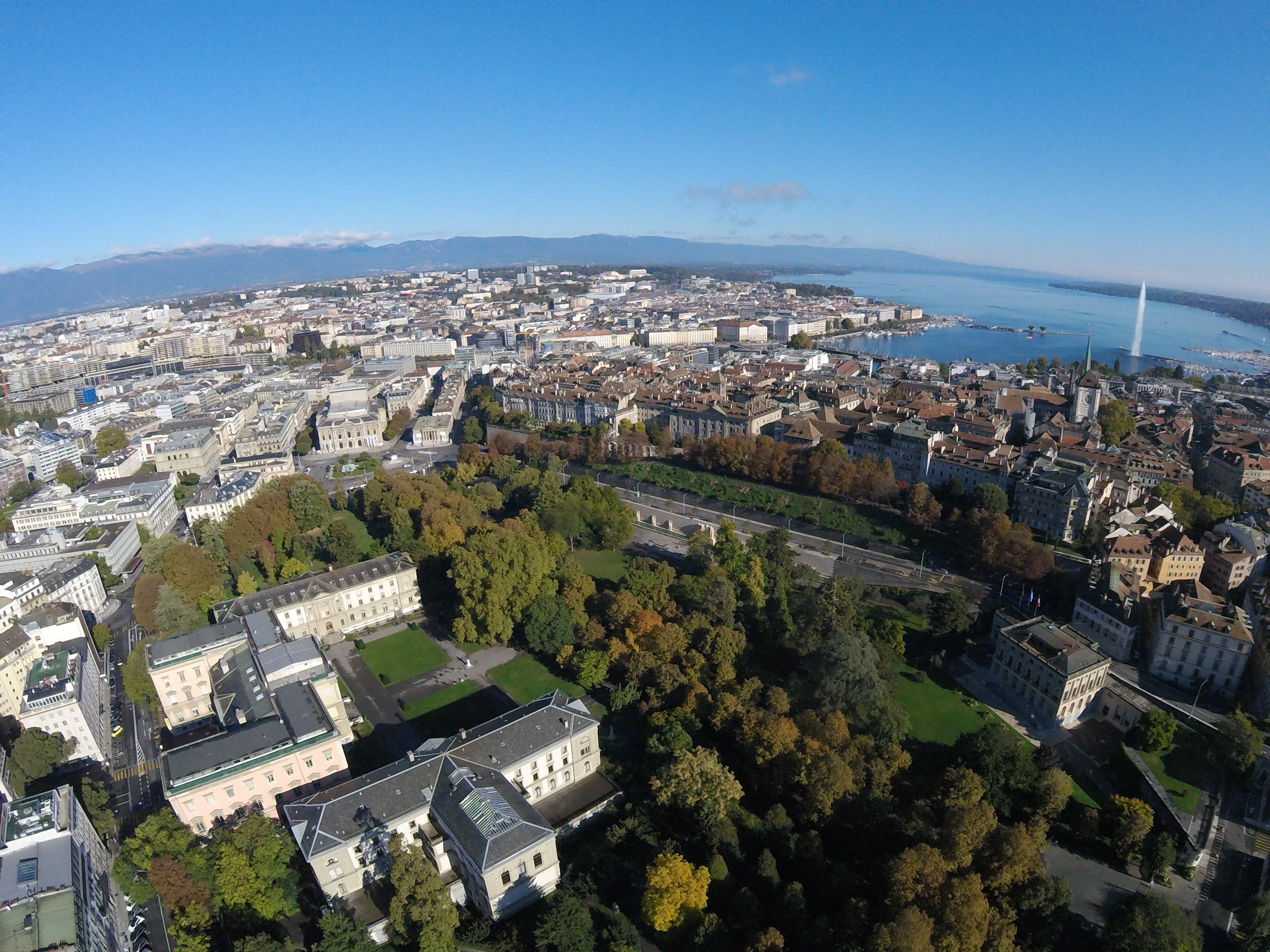
Vue aérienne sur le parc des Bastions.
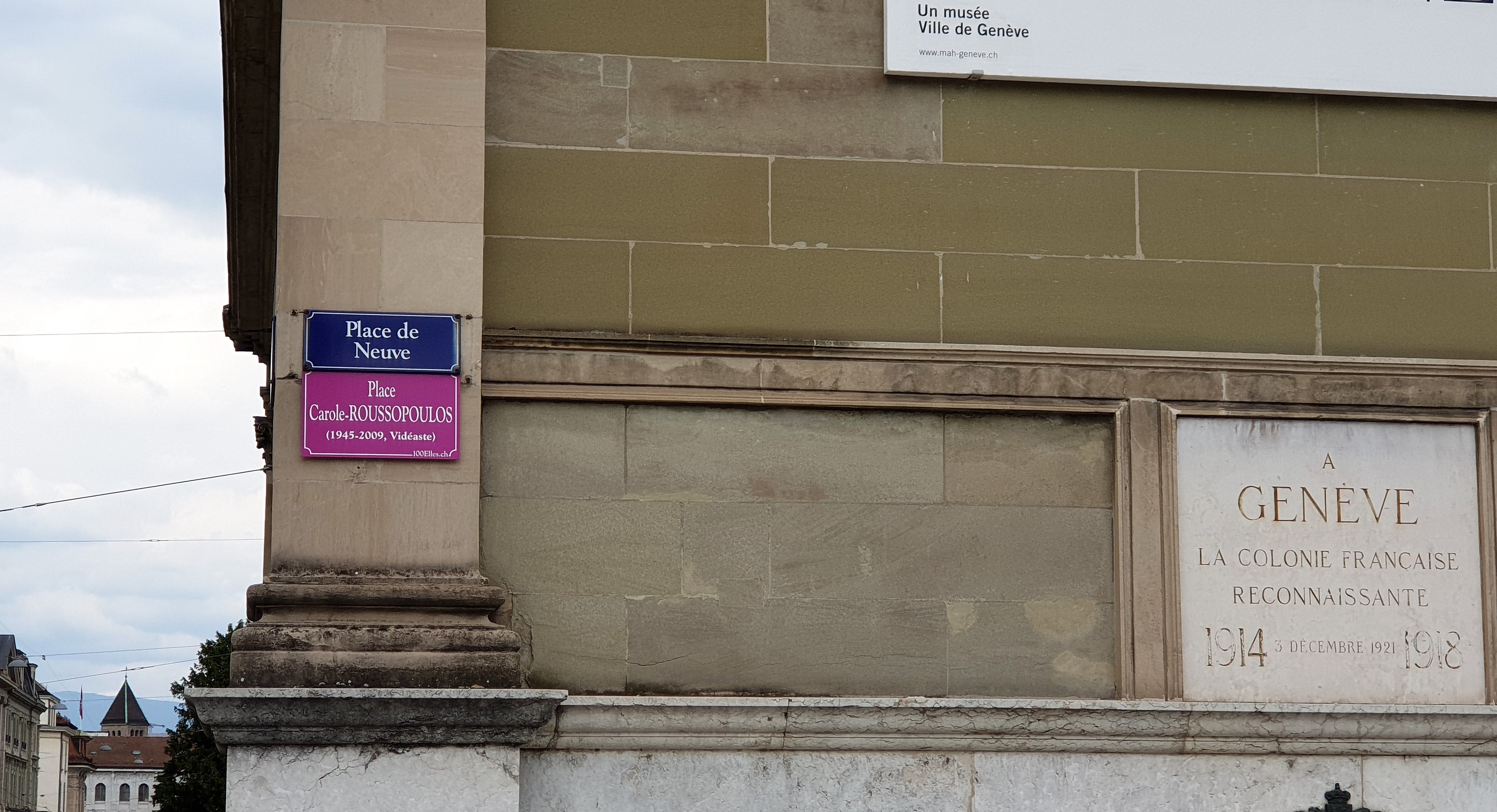
Renommage temporaire de la Place de Neuve